# Laura Rival
Laura Rival ist eine französische Anthropologin. Sie ist Dozentin für Anthropologie und Entwicklung an der Oxford University und ist Fellow am Linacre College.
Sie promovierte über die Huaorani Indianer, über die sie zahlreiche Artikel und zwei Bücher veröffentlichte. Sie lehrte an der London School of Economics, der Manchester University und der Kent University.
Zu ihren Arbeitsschwerpunkten gehören Implikationen von Entwicklungspolitik für indigene Völker, Konzepte von Natur und Gesellschaft bei Indianern, nationale Zugehörigkeit und Erziehung in Lateinamerika sowie die Makushi-Indianer des südlichen Guyana.